# Daniel Martínez (baloncestista)
Daniel Martínez Martí, conocido como Dani Martínez (Tarragona, 17 de mayo de 1994), es un jugador retirado de baloncesto español. Con 2 metros y 00 centímetros de estatura, podía jugar indistintamente en las posiciones de escolta y alero, e incluso era capaz de hacer funciones de base.

## Trayectoria
Formado en las categorías inferiores del club de su ciudad, el CB Tarragona, debutó en la temporada 2013/14 en Liga EBA y desarrolló su carrera profesional en dicho equipo durante las siguientes campañas en LEB Plata, llegando a convertirse en uno de los jóvenes más prometedores de la categoría. En octubre de 2015, durante un encuentro contra el Ávila, sufrió una grave lesión (rotura del ligamento cruzado anterior de la rodilla derecha) que le hizo perderse el resto de la temporada 2015/16 tras disputar únicamente cinco partidos. Una vez recuperado, regresó a las pistas en el partido inaugural de la temporada 2016/17 con una gran actuación, anotando 22 puntos ante el Zornotza y completando una muy buena campaña con promedios de 9,8 puntos, 3,2 rebotes y 2,1 asistencias.
En verano de 2017 anunció que no continuaría en el CB Tarragona y ficha por el Cáceres Patrimonio de la Humanidad, equipo de LEB Oro, siendo su debut en dicha categoría. El 23 de febrero de 2018, en un encuentro contra el Sammic Azpeitia, sufrió otra rotura del ligamento cruzado anterior, en este caso de la rodilla izquierda, causando baja para el resto de la temporada 2017/18. Hasta el momento de su lesión promediaba 5,6 puntos, 2,4 rebotes y 1,9 asistencias en algo más de 17 minutos de juego por partido.
En julio de 2018, todavía recuperándose de su última lesión, renovó su contrato con el club cacereño para la temporada 2018/19, reincorporándose a la competición en la jornada 6 tras más de ocho meses de baja. Disputó 27 partidos con medias de 3,9 puntos 1,6 rebotes y 1,1 asistencias. 
En julio de 2019 anunció su despedida del club cacereño y su fichaje por el Hestia Menorca, club de LEB Plata, para disputar la temporada 2019/20. Sin embargo, en agosto de 2019 anuncia su retirada del deporte profesional tras serle detectada una miocardiopatía hipertrófica.